# Дзоценідзе Георгій Самсонович
Георгій Самсонович Дзоценідзе (нар. 23 лютого 1910, місто Кутаїс, тепер Кутаїсі, Грузія — 5 травня 1976, місто Тбілісі, тепер Грузія) — радянський грузинський державний діяч, вчений-геолог, голова Президії Верховної ради Грузинської РСР, віцепрезидент Академії наук Грузинської РСР, ректор Тбіліського державного університету. Член Бюро ЦК КП Грузії в 1959—1975 роках. Член Центральної Ревізійної комісії КПРС у 1961—1976 роках. Депутат Верховної ради Грузинської РСР. Депутат Верховної ради СРСР 5—9-го скликань, заступник голови Президії Верховної ради СРСР у 1960—1976 роках. Доктор геолого-мінералогічних наук (1947), професор (1948), член-кореспондент Академії наук Грузинської РСР (1950), академік Академії наук Грузинської РСР (1955). Академік Академії наук СРСР по Відділенню наук про Землю (мінералогія і петрографія) (з 26.11.1968).

## Життєпис
Народився в селянській родині.
У 1929 році закінчив Тифліський (Тбіліський) державний університет.
З 1929 року працював лаборантом, асистентом кафедри мінералогії і петрографії, навчався в аспірантурі Тифліського державного університету.
У 1933—1934 роках — доцент, завідувач кафедри мінералогії і петрографії Кутаїського державного педагогічного інституту.
Одночасно у 1933—1934 роках — начальник геологорозвідувальної партії Грузинського геологічного управління.
У 1934—1958 роках — доцент, професор, завідувач кафедри, декан геолого-географічного факультету (з 1940 по 1943 рік) Тбіліського державного університету. Основні праці присвячені проблемам палеовулканології, зв'язку магматизму з тектонікою. Один із творців вчення про вулканогенно-осадочний літогенез.
Член ВКП(б) з 1940 року.
З 1941 року завідував відділом Геологічного інституту Академії наук Грузинської РСР.
У 1951—1955 роках — в.о. академіка-секретаря Академії наук Грузинської РСР.
У 1955—1958 роках — перший віцепрезидент Академії наук Грузинської РСР.
У лютому 1958 — квітні 1959 року — ректор Тбіліського державного університету.
18 квітня 1959 — 26 січня 1976 року — голова Президії Верховної ради Грузинської РСР.
З січня 1976 року — персональний пенсіонер союзного значення в місті Тбілісі.
Помер 5 травня 1976 року в Тбілісі. Похований на Сабурталінському цвинтарі Тбілісі.

## Нагороди
- три ордени Леніна
- орден Жовтневої Революції
- орден Трудового Червоного Прапора
- медалі
- Ленінська премія (1972)
- Сталінська премія ІІ ст. (1950) — за петрографічне дослідження вулканогенних гірських порід Грузії, узагальнені в науковій праці «Доміоценовий еффузивний вулканізм Грузії» (1948)